# يوسف بن عيسى القناعي
يوسف بن عيسى القناعي (1879 - 5 يوليو 1973) أحد رواد النهضة في تاريخ الكويت، وساهم في نهضتها الأدبية وفي حملة الإصلاح الاجتماعي لفهم الدين الإسلامي بطريقة صحيحة في العشرينات مع عبد العزيز الرشيد وأحمد البشر الرومي وصقر الشبيب.

## نشأته
إسمه الكامل يوسف بن عيسى بن محمد بن حسين بن سلمان بن علي بن محمد بن سري القناعي ولد بالكويت سنة 1879 في حي القناعات بمنطقة الوسط، وتكفله الشيخ محمد بن صباح سنة 1893م بعد وفاة والده الذي أوصاه بابنه خيرًا إذا ما حدث له مكروه، وكان الصبي وقتها في عمر الخامسة عشرة من عمره. والتحق بالمدارس الأهلية سنة 1903، وسافر إلى الأحساء طلبا للعلم عام 1904. ذهب إلى مكة المكرمة للالتقاء بعلمائها ودرس فيها النحو واللغة والفقه والحديث.

## جهوده التربوية
طالب بتأسيس المدارس وبذلك نقل التعليم في الكويت من التعليم البدائي إلى التعليم النظامي فبدأ بالدعوة لتأسيس المدرسة المباركية التي افتتحت نهاية عام 1911 وعين كأول ناظر لها، كما أصبح في 1921 أول ناظر في المدرسة الأحمدية وهو من طرح على حاكم الكويت حينها تأسيس البلدية (بلدية الكويت) ثم انتخب للمجلس البلدي عام 1932 كما عين عضو في مجلس إدارة الأوقاف عام 1949 ، وكان من أوائل من دعوا إلى قراءة الصحف وطباعتها وتعلم العلوم العصرية، وقد أهدر دمه من قبل بعض العلماء المتشددين، وقد تم تكفيره من قبل الشيخ عبد العزيز العلجي.
كما كان من أوائل الأشخاص الذين دعوا إلى تعليم المرأة مع عبد العزيز حسين والشيخ عبد الله الجابر الصباح، في يوم 18 فبراير 2009 أعلنت رابطة الأدباء الكويتيين عن اتفاقها المبدئي مع وزارة المواصلات على إصدار طوابع بريدية تذكارية تخليداً لذكرى رواد الحركة الثقافية وكان القناعي من ضمن الأسماء المطروحة.

## إنجازاته
افتتاح مدرسة بسوق المناخ بالكويت لتعليم الأولاد القرآن الكريم والكتابة والحساب ومبادئ الدين، وكان يقوم بطباعة مؤلفاته على نفقته الخاصة ثم يوزعها على معارفه وأصدقائه، كان قاضياً بالتمييز وذلك في المسائل الدينية والأحوال الشخصية، وهو أول من نادى بتأسيس مدارس نظامية في الكويت ولذلك كان من مؤسسين المدرسة المباركية عام 1911، كما قام بالتدريس فيها، وعين ناظراً عليها بعام 1921، كما عين ناظراً على المدرسة الأحمدية بنفس العام.
أنشأ أول مكتبة عامة في الكويت عام 1922 وكان رئيساً لها وهي المكتبة الأهلية، كان عضواً بمجلس الشورى عام 1921 وانتخب نائباً لرئيسه، وانتخب عضواً في المجلس التشريعي الأول والمجلس التشريعي الثاني.
يعود إليه الفضل في إنشاء بلدية الكويت حيث أنه كان في زيارة إلى البحرين ورأى فيها بلدية المنامة، وعندما عاد إلى الكويت عرض الفكرة على الشيخ أحمد الجابر الصباح الذي أيّد هذه الفكرة.
كان مشرفا على مجلة الكويت التي أنشأها عبد العزيز الرشيد في عام 1926 وذلك بعد أن اشترط الشيخ أحمد الجابر الصباح عليه بأن يكون يوسف بن عيسى القناعي مشرف على المجلة 
- كان عضوا في أغلب مجالس الإدارات الحكومية في الكويت.
  - عضو منتخب في أول مجلس بلدي بالكويت بعام 1932.
  - عضو مجلس إدارة المعارف عام 1936.
  - عضو مجلس إدارة الأوقاف عام 1949.
  - عضوا منتخب في مجلس العدل والتشريع سنة 1937م.

## وفاته
توفي في 5 يوليو 1973 بعد أن بلغ من العمر 94 عاماً، وقد أطلقت الحكومة الكويتية اسمه على إحدى مدارسها الرسمية تقديراً لمجهوداته.

## كتب عنه
- رواد الثقافية في الكويت، عالم المعرفة الثقافية، 16 سبتمبر 2008.[10]